# Rodolfo García-Pablos
Rodolfo García-Pablos González-Quijano (Madrid, 1913 - Madrid, 2001) fue un arquitecto español.

## Biografía
Nacido en Madrid en 1913, perteneció a la primera generación de arquitectos de la posguerra, afín al franquismo, y en sus inicios tendió hacia una arquitectura historicista, como una forma de oponerse al modernismo que relacionó con el periodo de la Segunda República, aunque sus obras a partir de los años 1960 tienden a encuadrarse en el Movimiento Moderno, ya en un contexto postconciliar.  Falleció en su ciudad natal el 3 de enero de 2001.

## Obra

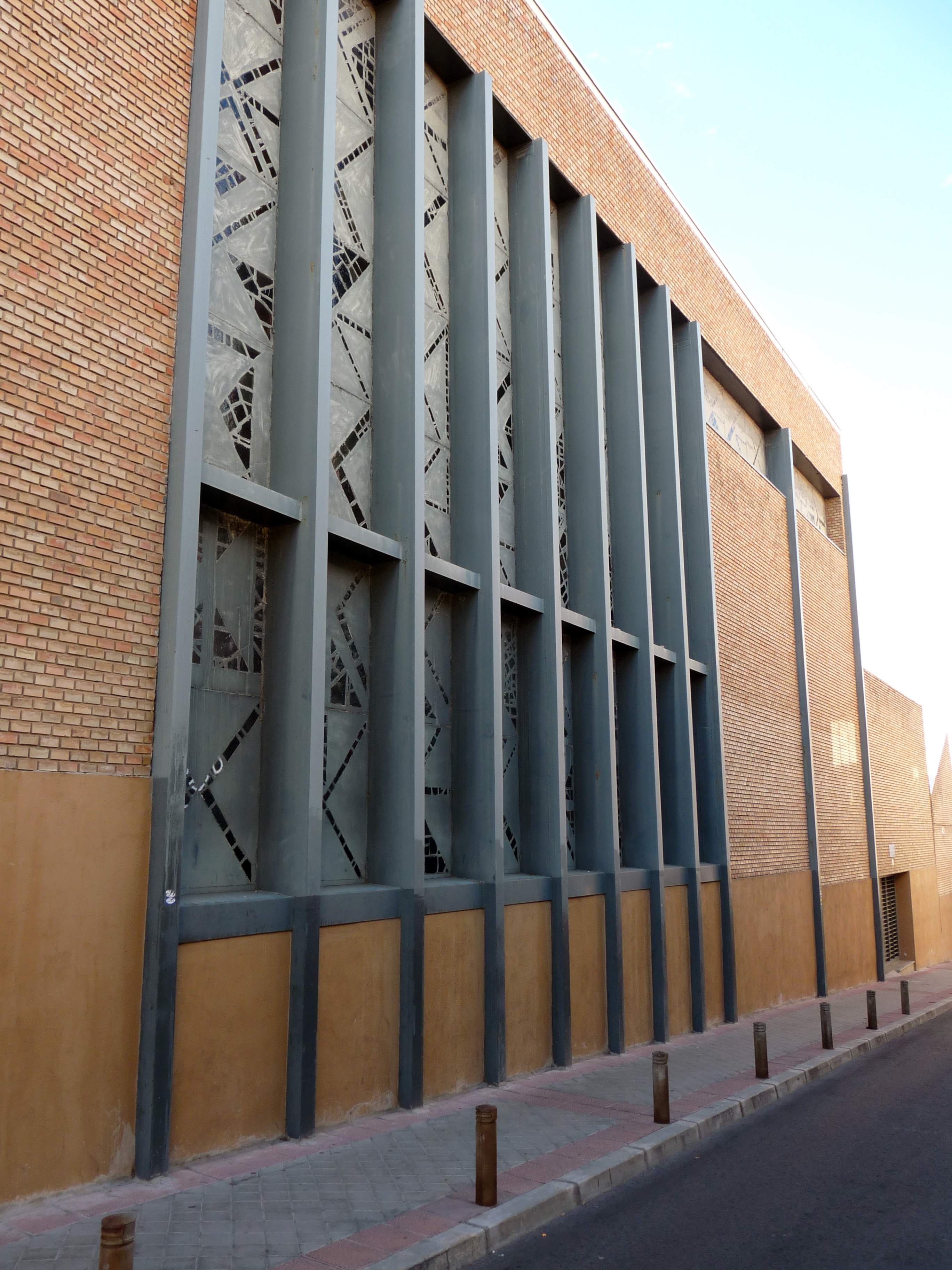
Parroquia de San Francisco Javier

En el Cerro de los Ángeles de Getafe, reconstruyó la ermita de la Virgen de los Ángeles (1945). Entre sus obras se encuentran bloques de viviendas del plan urbanístico de los poblados de absorción y diversos edificios religiosos de la ciudad de Madrid, como la parroquia de los Sagrados Corazones junto al estadio Santiago Bernabéu, entre las calles Padre Damián y paseo de La Habana (1961-1964), la iglesia de San Francisco Javier y San Luis Gonzaga del barrio de Almenara, en la calle Magnolias (1965-1968), y la iglesia de San Isidoro y San Pedro Claver del barrio de Pinar del Rey (1967-1968).
Colaboró en algunos proyectos con los escultores José Luis Sánchez, Joaquín Vaquero Turcios y José Luis Alonso Coomonte.